# Yongjia, Chongqing
Yongjia (kinesiska: 永嘉) är en köping i sydvästra Kina. Den ligger i stadsdistriktet Tongliang i storstadsområdet Chongqing, omkring 55 kilometer väster om det centrala stadsdistriktet Yuzhong. Antalet invånare är 22 377. Befolkningen består av 11 420 kvinnor och 10 957 män. Barn under 15 år utgör 19,0 %, vuxna 15-64 år 64 %, och äldre över 65 år 16,0 %.